# Comté de Clay (Géorgie)
Pour les articles homonymes, voir Comté de Clay.
Le comté de Clay est un comté de Géorgie, aux États-Unis.

## Démographie
| 1860  | 1870  | 1880  | 1890  | 1900  | 1910  |
| ----- | ----- | ----- | ----- | ----- | ----- |
| 4 893 | 5 493 | 6 650 | 7 817 | 8 568 | 8 960 |

| 1920  | 1930  | 1940  | 1950  | 1960  | 1970  |
| ----- | ----- | ----- | ----- | ----- | ----- |
| 7 557 | 6 943 | 7 064 | 5 844 | 4 551 | 3 636 |

| 1980  | 1990  | 2000  | 2010  | - | - |
| ----- | ----- | ----- | ----- | - | - |
| 3 553 | 3 364 | 3 357 | 3 183 | - | - |